# Batman: Arkham VR
Batman: Arkham VR es un videojuego de realidad virtual desarrollado por Rocksteady Studios y publicado por Warner Bros. Interactive Entertainment para PlayStation 4 y Windows. Basado en Batman, el superhéroe de DC Comics, forma parte de la serie Batman: Arkham y la primera entrega en usar gafas de realidad virtual, lo que permite a los jugadores experimentar el mundo del juego desde la perspectiva de Batman. Arkham VR se lanzó mundialmente el 11 de octubre de 2016 para PlayStation 4 y el 25 de abril de 2017 para Windows con gafas de realidad virtual (HTC Vive, Oculus Rift y Valve Index).
Escrito por Ian Ball y Martin Lancaster, Arkham VR se basa en la legendaria saga de cómics de la franquicia. La historia del juego transcurre entre Batman: Arkham City de 2011 y Batman: Arkham Knight de 2015, y sigue a Batman mientras investiga la desaparición de sus aliados Nightwing y Robin. El juego se presenta desde una perspectiva en primera persona, centrándose principalmente en el uso de las habilidades y dispositivos de Batman para explorar el entorno inmediato y resolver puzles.
Arkham VR recibió críticas generalmente mixtas, principalmente por su corta duración y su jugabilidad simplista. Fue nominado a múltiples premios de fin de año, y ganó varios.

## Jugabilidad
Batman: Arkham VR es un juego de aventura que se juega desde una perspectiva en primera persona usando las gafas de realidad virtual PlayStation VR, HTC Vive u Oculus Rift y sus correspondientes mandos para ver a través de los ojos del personaje jugable, Batman. El jugador puede explorar el entorno libremente e interactuar con los objetos accesibles, además de acceder a tres dispositivos del cinturón de herramientas de Batman: el batarang arrojadizo, la pistola garfio (un gancho de agarre) y el escáner forense, que permite examinar pruebas y recrear escenas del crimen. El jugador puede teletransportarse a ubicaciones predeterminadas en el entorno actual (el movimiento a veces se representa mediante el uso del cañón de gancho), pero el personaje no puede caminar libremente.
A diferencia de los juegos anteriores de "Arkham", "Arkham VR" no presenta combate y, en su lugar, se centra en resolver acertijos para encontrar pistas que hagan avanzar el misterio. "Arkham VR" presenta tareas opcionales, incluyendo 30 desafíos del supervillano Riddler, quien agrega varios acertijos y elementos ocultos para localizar después de que se haya completado el juego,  práctica de tiro con el batarang y visualización de perfiles y modelos de los diversos personajes de la serie en la Batcomputer.

## Sinopsis

### Personajes
Arkham VR presenta un elenco de personajes de los cómics de Batman. El protagonista es Bruce Wayne / Batman (Kevin Conroy), un superhéroe entrenado hasta la cima de la perfección física y mental humana, experto en artes marciales. Cuenta con el apoyo de sus aliados: Tim Drake / Robin (Tom Austen), Dick Grayson / Nightwing y su leal mayordomo Alfred Pennyworth (Hugh Fraser). La cruzada de Batman contra el crimen lo lleva a un conflicto con el traficante de armas Penguin (Ian Redford), el caníbal mutado Killer Croc (Steven Blum) y el obsesionado con los rompecabezas Riddler (Wally Wingert). El némesis de Batman, el psicópata Joker (Mark Hamill), aparece como una alucinación después de su muerte durante los eventos de Arkham City, después de sucumbir a una enfermedad mortal causada por su consumo previo de la fórmula Titán (Batman: Arkham Asylum), un Suero esteroide inestable que convierte a las personas en monstruos enloquecidos.> Arkham VR presenta apariciones menores de la reportera Vicki Vale (Jules de Jongh), los padres de Batman Thomas (Kevin Conroy) y Martha Wayne (Andrea Deck), y su asesino Joe Chill (Glenn Wrage).

### Trama
Bruce Wayne se despierta con un despertador tras una pesadilla sobre la noche del asesinato de sus padres. Su mayordomo, Alfred, le informa de una situación urgente que requiere su atención. Activa una entrada secreta a la Batcueva bajo su mansión y se pone su Batitraje y sus dispositivos para convertirse en Batman. En la Batcueva, Alfred le informa a Batman que Robin y Nightwing han desaparecido y que no ha podido contactar con ellos. Batman activa el rastreador de Nightwing, que revela que se encuentra en el centro de Gotham. Al salir en el Batmóvil, Batman llega y encuentra a Grayson muerto a golpes en un callejón. Su investigación revela que un agresor desconocido atacó brutalmente a Grayson, fracturándole la mandíbula, el brazo y las costillas antes de rematar a Nightwing rompiéndole el cuello. La investigación también revela que uno de los secuaces del Pingüino presenció el asesinato y huyó del lugar, mientras el agresor lo perseguía.
Batman viaja en el Batiala para enfrentarse al Pingüino en su club Iceberg Lounge. El Pingüino revela que su secuaz murió en una explosión que destruyó la mitad de su Salón Iceberg antes de que pudiera revelar la identidad del asesino de Nightwing; se insinúa que esto es obra del mismo agresor. Batman se infiltra en la morgue de Gotham para examinar a las víctimas y logra reconstruir la metralla del explosivo. Batman descubre que la carga pertenecía a una empresa de demolición que trabajaba en un proyecto de alcantarillado bajo la Isla de los Fundadores. Al centrar su búsqueda en esta zona, Batman logra contactar por radio con Robin. Tim le advierte que está cautivo para atraer a Batman a una trampa.
Mientras Batman avanza por las alcantarillas, escucha anuncios por el intercomunicador del difunto Joker. Batman encuentra a Robin en una jaula, pero al intentar liberarlo, también es capturado. Robin nota un grafiti estilo Joker en la jaula y asume que su captor lo está imitando. La voz del Joker reprende a Tim, haciéndole saber que se trata del verdadero Joker. Batman y Robin no pueden escapar gracias a Killer Croc, quienes usan las jaulas electrificadas para repeler temporalmente sus ataques. Robin escapa, pero Croc lo aplasta violentamente tras salir de su jaula.
La jaula de Batman se transforma repentinamente en un ascensor que desciende a las profundidades del Asilo Arkham. Batman interactúa con varias celdas antes de que la última revele al Joker cautivo. Batman pronto queda encerrado solo en una celda, que comienza a cambiar, mostrando acusaciones garabateadas y sangrientas de "asesino" y "HA" en las paredes. Finalmente, se revela que el propio Batman asesinó a Nightwing, hizo estallar al testigo y atrajo a Robin a las alcantarillas. El Joker había tomado temporalmente el control de la mente y el cuerpo de Batman mediante una transfusión de su sangre infectada. Horrorizado por este descubrimiento, Batman se mira al espejo de su celda y ve al Joker como su reflejo. El Príncipe Payaso del Crimen anuncia que el "dúo dinámico" por fin está reunido antes de reírse como un loco, y luego las luces se apagan.
A lo largo del juego, hay varias pistas que apuntan a que los sucesos representados son simplemente una pesadilla, probablemente causada por la sangre infectada del Joker en el organismo de Batman. Se puede escuchar el sonido de un despertador en múltiples ocasiones, así como diferentes versiones de la canción de cuna "Rock-a-bye Baby". Una emisora de radio emite un mensaje codificado que, al decodificarse, dice "¡DESPIERTA, BRUCE!". Además, El Pingüino, tras ser capturado por Batman para interrogarlo, grita "¡DESPIERTA, IDIOTA!" a sus matones inconscientes, en lugar del gramaticalmente correcto "¡DESPIERTA, IDIOTAS!", ya que se trata del subconsciente de Bruce hablándose a sí mismo. Esto se confirma aún más por el hecho de que el juego tiene lugar antes de los eventos de Batman: Arkham Knight, donde tanto Nightwing como Robin están vivos y Batman está lidiando con los efectos de la sangre infectada del Joker, que incluyen alucinaciones severas y constantes como las que se ven en este juego.

## Desarrollo
En junio de 2016, durante el E3 2016, se anunció que Rocksteady estaba desarrollando Batman: Arkham VR para PlayStation VR, que se lanzó en octubre de 2016. El juego permite a los jugadores "utilizar los legendarios dispositivos de [Batman] para desentrañar una trama que amenaza la vida de sus aliados más cercanos". Tras un período de exclusividad de cinco meses para PlayStation 4, el juego se lanzó para Oculus Rift y HTC Vive el 25 de abril de 2017. Rocksteady adelantó la trama de Arkham VR en el contenido descargable de Arkham Knight, "Crime Fighter Challenge Pack #6", que permitía a los jugadores explorar el mundo de Wayne Mansión e interactúa con un piano para revelar una pared oculta que contiene referencias a un asesinato, metralla y el Pingüino. El juego fue creado con Unreal Engine 4.

## Recepción
Batman: Arkham VR recibió críticas mixtas o regulares por la versión para PlayStation 4, según el agregador de reseñas Metacritic.
Ben Croshaw, de Zero Punctuation, calificó la versión para PSVR de "basura increíble" y "un recorrido virtual en CD-ROM de media hora de mediados a finales de los 90", más tarde lo nominó como uno de los peores juegos de 2016. La revista oficial de PlayStation del Reino Unido lo clasificó como el séptimo mejor juego de PSVR.
Los premios de la crítica de videojuegos lo premiaron como mejor juego de RV. La Academia Nacional de Revisores Comerciales de Videojuegos premió al juego en la categoría de Dirección en Realidad Virtual. En los premios Best of E3 2016 de IGN, el juego ganó en las categorías Mejor juego de rompecabezas y Mejor experiencia de realidad virtual. En los Premios Italianos de Videojuegos el juego ganó en la categoría de Juego Más Innovador. En los Develop Awards el juego ganó en las categorías Mejor diseño de sonido y Mejor diseño visual. En los premios IGN 2016, el juego ganó el premio al Mejor Juego de VR y el premio al Mejor Juego de VR elegido por el público. En el PlayStation Blog Juego del año 2016, el juego ganó el premio al Mejor Juego de PlayStation VR. En los BAFTA Games Award, el juego fue nominado en las categorías de Mejor juego británico e Innovación de juego.
En Europa, fue el juego de PSVR más vendido de 2017.